# 杜菫
杜菫（？—？），本姓陆，出继杜氏，字懼男，號檉居、古狂、青霞亭長，丹徒（今江蘇鎮江）人，明代画家，約活動於明代中期（1465至1509年間）。成化（1465-1487）初，應進士試不第，绝意进取，遂以文人及職業畫家的身份寓居北京，亦往來南京、江蘇等地，與當時著名的文人仕宦多有交遊。根據畫史著录，杜堇兼擅人物、界畫、山水、花卉。
現存畫蹟則以人物故事畫為主，除白描風格外，亦有繼承南宋院體風格設色精緻的工笔人物畫。他的畫作對明代中後期人物畫影響深遠，如唐寅的人物畫風，便明顯受到杜堇的影響。

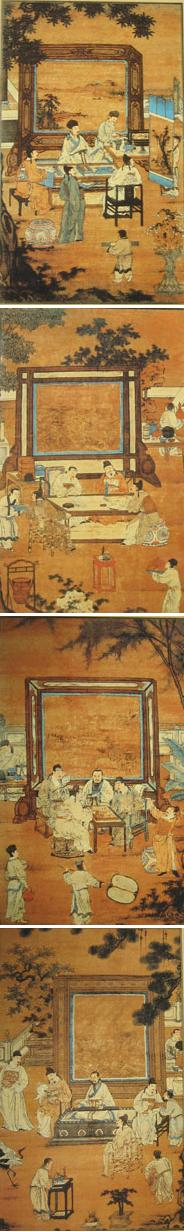
文士雅集，绢画

## 作品
- 《伏生受经图》
- 《蕉荫习书》
- 《雅集图》
- 《陶潜吟诗图》
- 《东坡题竹图》
- 《邵雍像轴》
- 《梅下横琴图》
- 《古贤诗意图》

### 《玩古圖》
《玩古圖》為杜堇工筆人物畫的代表作，並反映了明代中晚期文人士大夫賞玩品鑑古書畫器物的風尚。畫中描繪濱水庭園一角，兩名士人在碩大屏風前賞鑑長案上的鼎彝古物，前方女童持扇撲蝶，另有侍童攜來畫軸和圍棋盤，朝斜後方解開琴套、準備香具的仕女走去。畫中家具器用雅緻華麗，說明著主人的財富與品味，然此非杜堇意欲表現的重點。他在畫上五行雅秀的款題，賦予「玩古」更嚴肅的意義： 
玩古乃常。博之志大。尚象制名。禮樂所在。日無禮樂。人反塊（愧）然。作之正之。吾有待焉。檉居杜堇。柬冕徵玩古圖并題。予則似求形外。意托言表。觀者鑒之。
杜堇認為若發揮「博古」的精神，透過詳究古物的形制名稱，理解尋索古代禮樂制度，便可將看似逸樂的耳目之玩，提升成如同孔子所言「好古敏求」的積極作為。畫中長鬚文士蹙眉審視的專注情態，及其主要的品鑑對象並非一般琴棋書畫，而是上溯三代的古青銅器，展現了杜堇寓道於畫的特別設計。